# Thou Shalt Not Kill (episodio de Spooks)
Thou Shalt Not Kill es el primer episodio de la primera temporada de la serie de espías Spooks. Está episodio fue dirigido por Bharat Nalluri y escrito por David Wolstencroft, se emitió por primera vez el 12 de mayo de 2002.

## Resumen
Un número de ataques se están planeando en el Reino Unido, los cuales son hechos por una organización provida, liderada por Mary Kane, una terrorista que ha sido condenada a muerte en Florida por otros ataques; mientras tanto un coche explota en Liverpool y Zoe es mandada a investigar. Además la vida de Tom toma un cambio repentino cuando se enamora de Ellie Simm una mujer que conoce en un restaurante mientras esta de encubierto. 
Mientras tanto uno de los informantes del MI5, Osprey, revela que 20 bombas han desaparecido de Liverpool, desgraciadamente no sabe quién o dónde se encuentran. La primera víctima de Mary es la Doctora Karen Lynott, cuando una de sus bombas explota en su calle, matándola y dejando gravemente herida a su hija, quien muere en el hospital. Tom Quinn, Zoe Reynolds y el resto del equipo descubren que quien está detrás del atentado es Mary Kane, una extremista extremadamente peligrosa, quien se ha escapado de las autoridades de los Estados Unidos. 
Tom está furioso al enterarse de que Mary ha entrado al país sin ser detectada y está determinado a atraparla. Lamentablemente para el MI5, no son los únicos que la quieren, la CIA está tras ella, para llevarla de vuelta a América; pero Tom no está dispuesto a entregarla, ya que si se va las 19 bombas restantes seguirán sueltas. 
Su esposo, Paul Kane, está a punto de ser ejecutado en los Estados Unidos por el asesinato de un doctor, así que Mary planea matar a otro médico, en su memoria. 
El MI5 pone bajo vigilancia la casa Kane para tratar de obtener información acerca de su próxima víctima, y descubren que su siguiente blanco es la Dra. Diane Sullivan. El equipo lleva a la doctora a una casa segura y Zoe sale de nuevo encubierto, y asume la identidad Diane. En un intento por atraaparla el MI5 le pone una trampa, quien sigue a la "doctora" y pone una bomba en su coche, sin embargo, cuando quiso activarla, la señal de ésta es interceptada por los militares que le estaban dando apoyo a los agentes, con el fin de que la bomba no pudiera explotar y el MI5 la detiene.
Tom convence a Mary para hacer un trato y le promete que si coopera y les indica donde están las otras bombas, no dejará que sea enviada a Florida. Kane acepta el acuerdo y delata a sus conspiradores. Al final Tom la entrega a la CIA quienes la extraditan de vuelta a Florida, para ser ejecutada.

## Personajes
| Actor             | Personaje         | Posición                                                              |
| ----------------- | ----------------- | --------------------------------------------------------------------- |
| Peter Firth       | Harry Pearce      | Jefe del Departamento contra el Terrorismo Sección D                  |
| Matthew Macfadyen | Tom Quinn         | Jefe y Oficial de Inteligencia de la Sección D                        |
| Keeley Hawes      | Zoe Reynolds      | Oficial del MI5, Case Officer de la Sección D                         |
| David Oyelowo     | Danny Hunter      | Junior Case Officer de la Sección D                                   |
| Hugh Simon        | Malcom Wynn-Jones | Técnico y Analista de Datos, Analista de Inteligencia de la Sección D |
| Jenny Agutter     | Tessa Phillips    | Oficial Superior de la Sección K                                      |
| Lisa Faulkner     | Helen Flynn       | Analista de Inteligencia de la Sección D                              |
| Graeme Mearns     | Jed Kelley        | Oficial Adinistrativo de la Sección D                                 |
| Megan Dodds       | Christine Dale    | Agente de la CIA                                                      |
| Esther Hall       | Ellie Simm        | Chef de un Restaurant                                                 |
| Heather Cave      | Maisie Simm       | Hija de Ellie Simm                                                    |